# The Scarlatti Inheritance
The Scarlatti Inheritance, of De Scarlatti Erfenis zoals het in het Nederlands werd uitgegeven, is het eerste boek van de Amerikaanse schrijver Robert Ludlum.
Het werd voor de eerste maal uitgegeven in 1971 en was een onmiddellijk succes.

## Verhaal
Het boek is in feite één lange flashback van hoofdpersonage Matthew Canfield, een zesenveertigjarige majoor bij het Amerikaanse leger.
Giovanni Scarlatti, hoofd van het Scarlatti-imperium, is een Siciliaanse immigrant, die in de Verenigde Staten van Amerika het grote geluk hoopt te vinden. Hij gaat aan de slag bij grootindustrieel Albert O. Wyckham en is verantwoordelijk voor het machinepark. Samen met de dochter van Wyckham, Elizabeth, vat hij het plan op om zich in te kopen in het bedrijf en dit op listige wijze.
Giovanni en Elizabeth trouwen en krijgen samen 3 kinderen: Roland Wyckham, Chancelor Drew en Ulster Stewart.
Roland sterft al gauw tijdens een missie in de Eerste Wereldoorlog (Giovanni heeft ondertussen ook reeds het leven gelaten). Een van de andere zoons moet zijn leven gaan wreken en Elizabeth stuurt Ulster naar Europa. Dit omdat ze op hem het minste vat kan krijgen en eigenlijk niet van hem houdt.
Ulster keert terug als een held, maar ook weer op zeer slinkse wijze. Chancelor, Ulster's oudere broer, krijgt een enorm respect voor hem en zal hem vanaf dat moment beschouwen als patriarch van de familie.
Ulster leert in Duitsland een zekere Gregor Strasser kennen, een Duits officier, met wie hij na de oorlog nog contact zal hebben en door wie hij volledig in de ban raakt van het nazisme.
Ulster vat het plan op om te trouwen en kiest hiervoor Janet Saxon uit. Hun huwelijksreis leidt hen naar Europa. Ze gaan van Zweden naar Spanje, van Italië naar Duitsland, ... Maanden later keren ze terug en blijkt Janet zwanger te zijn. Een dag na de doop van Andrew Scarlett (Elizabeth had ondertussen haar kinderen een meer aangepaste naam laten aannemen) verdwijnt Ulster echter spoorloos.
Groep 20, een groep bestaande uit accountants die het reilen en zeilen van politici, rechters en andere belangrijke Amerikaanse ambtenaren nagaan, is ondertussen op de hoogte van Ulster's geheimzinnige praktijken in de haven. Tijdens deze periode van drooglegging, bleek Ulster er een handeltje op na te houden. Hier komt Matthew Canfield tevoorschijn. Hij krijgt van zijn overste Reynolds opdracht om samen met Elizabeth naar Europa te reizen om daar Heinrich Kroeger te vinden, van wie ze vermoeden dat het Ulster Scarlett is.
Aangekomen in Engeland (en een moordpoging overleefd te hebben), wordt Janet Saxon overgevlogen. Matthew, die reeds met haar het bed had gedeeld, valt helemaal voor haar charmes. Met hun drieën wordt de jacht geopend naar Ulster (Heinrich).
Deze heeft namelijk het plan opgevat om samen met 12 anderen een eliteleger op te richten voor het aankomende en nieuwe Duitsland. Dit leger zal bekend en berucht worden onder de naam "Schutzstaffel" (SS). Samen beschikt deze groep over miljarden dollars en zijn natuurlijk zeer geliefd bij Hitler, Hess, Ludendorff. Enkel Goebbels blijft twijfels behouden over deze Kroeger.
Na talloze omzwervingen vinden Canfield en Scarlatti Kroeger en wordt er een plan beraamd om de 12 uit de groep te halen en zo Duitsland nog voor de oorlog een zware slag toe te dienen.